# Sunrise Airways
Sunrise Airways, fundada en 2010, es una aerolínea de Haití que ofrece vuelos comerciales y chárter. Sunrise Airways se especializa en vuelos chárter de pasajeros, vuelos chárter ad hoc, cadenas de vuelos chárter y wet-lease de sus aviones. 

## Historia
Sunrise Airways fue fundada en 2009 por Philippe Bayard, empresario y piloto haitiano, con el objetivo de conectar capitales e islas en la región del Caribe. 
Los vuelos de Sunrise Airways comenzaron a fletarse el 1 de enero de 2011. En febrero de 2011, la aerolínea comenzó los vuelos programados entre Puerto Príncipe y Jacmel en Haití ofreciendo servicios de pasajeros, carga y correo.
En julio de 2011, todos los vuelos programados se detuvieron y la aerolínea operó solo en vuelos chárter. El 20 de diciembre de 2012, regresó al servicio programado, ofreciendo dos vuelos comerciales diarios entre Puerto Príncipe y Cabo Haitiano.

## Destinos
En abril de 2024, Sunrise Airways ofrece vuelos a los destinos nacionales e internacionales:
| Países                 | Destinos         | Aeropuertos                                         |
| ---------------------- | ---------------- | --------------------------------------------------- |
| Antigua y Barbuda      | Saint John       | Aeropuerto Internacional V. C. Bird                 |
| Cuba                   | La Habana        | Aeropuerto Internacional José Martí                 |
| Cuba                   | Santiago de Cuba | Aeropuerto Internacional Antonio Maceo              |
| Dominica               | Marigot          | Aeropuerto Douglas–Charles                          |
| Estados Unidos         | Miami            | Aeropuerto Internacional de Miami                   |
| Guadalupe              | Pointe-à-Pitre   | Aeropuerto Internacional de Pointe-à-Pitre          |
| Haití                  | Cabo Haitiano    | Aeropuerto Internacional de Cap-Haïtien             |
| Haití                  | Los Cayos        | Aeropuerto Antoine-Simon                            |
| Haití                  | Puerto Príncipe  | Aeropuerto Internacional Toussaint Louverture (HUB) |
| Panamá                 | Ciudad de Panamá | Aeropuerto Internacional Tocumen                    |
| República Dominicana   | Santo Domingo    | Aeropuerto Internacional Las Américas               |
| República Dominicana   | Santo Domingo    | Aeropuerto Internacional La Isabela                 |
| San Cristóbal y Nieves | Basseterre       | Aeropuerto Internacional Robert L. Bradshaw         |
| San Martín             | Philipsburg      | Aeropuerto Internacional Princesa Juliana           |
| Santa Lucía            | Castries         | Aeropuerto George F. L. Charles                     |

## Flota

### Flota actual
En la actualidad, la flota de la aerolínea está formada por las siguientes aeronaves:
| Aeronaves                | En servicio | Pedidos | Pasajeros                                          | Matrículas                                         | Antigüedad                                         |
| ------------------------ | ----------- | ------- | -------------------------------------------------- | -------------------------------------------------- | -------------------------------------------------- |
| Embraer EMB-120 Brasilia | 4           | —       | 30                                                 | ZS-SOB                                             | 33,9 años                                          |
| Embraer EMB-120 Brasilia | 4           | —       | 30                                                 | ZS-OTD                                             | 33,3 años                                          |
| Embraer EMB-120 Brasilia | 4           | —       | 30                                                 | ZS-JWD                                             | 28,8 años                                          |
| Embraer EMB-120 Brasilia | 4           | —       | 30                                                 | ZS-KLM                                             | 26 años                                            |
| Embraer ERJ-145          | 1           | —       | 50                                                 | ZS-MIF                                             | 19,6 años                                          |
| Total                    | 5           | —       | Edad media de la flota (abril de 2024): 28,3 años. | Edad media de la flota (abril de 2024): 28,3 años. | Edad media de la flota (abril de 2024): 28,3 años. |

### Antigua flota
| Aeronaves        | Total | Introducido | Retirado | Matrículas              |
| ---------------- | ----- | ----------- | -------- | ----------------------- |
| ATR 42-300       | 1     | 2016        | 2016     | OY-CIU                  |
| Airbus A320-200  | 3     | 2016        | 2021     | HI968, 9H-VDO y ZS-GAR  |
| Airbus A321-200  | 1     | 2020        | 2021     | 9H-VDB                  |
| BAe Jetstream 32 | 3     | 2008        | 2012     | HH-VAR, HH-YET y HH-SUN |
| Boeing 737-300   | 1     | 2019        | 2020     | OB-2181-P               |
| Boeing 737-400   | 1     | 2018        | 2020     | OB-2079-P               |
| Boeing 737-800   | 2     | 2017        | 2018     | OK-TVP y OM-GTF         |